# Tomislav Karađorđević
Pour les articles homonymes, voir Alexandre Karađorđević (homonymie).
Titres
Héritier présomptif du trône de Yougoslavie
3 novembre 1970 – 5 février 1980
(9 ans, 4 mois et 2 jours)
Héritier présomptif du trône de Yougoslavie
9 octobre 1934 – 17 juillet 1945
(10 ans, 10 mois et 8 jours)
Tomislav Karađorđević (en serbe cyrillique : Томислав Карађорђевић), prince de Yougoslavie, est né le 19 janvier 1928 à Belgrade, dans le royaume des Serbes, Croates et Slovènes, et mort le 12 juillet 2000 à Topola, en Serbie. Deuxième fils du roi Alexandre Ier de Yougoslavie, c'est un membre de la dynastie des Karađorđević.

## Famille
Le prince Tomislav est le deuxième fils du roi Alexandre Ier de Yougoslavie (1888-1934) et de la reine Marie de Roumanie (1900-1961). Par son père, il descend du roi Pierre Ier de Serbie et de la princesse Zorka de Monténégro tandis que, par sa mère, il a pour grands-parents le roi Ferdinand Ier de Roumanie (1865-1927) et la princesse Marie de Saxe-Cobourg-Gotha (1875-1938).
Le prince Tomislav est donc à la fois un descendant de la reine Victoria du Royaume-Uni (1819-1901), surnommée la « grand-mère de l'Europe », du roi Nicolas Ier de Monténégro (1841-1921), surnommé le « beau-père de l'Europe », et de la reine Marie de Roumanie  (1875-1938), surnommée la « belle-mère des Balkans ».
Le prince s'est marié une première fois le 7 juin 1957 à Salem, en Allemagne de l'Ouest, avec la princesse Marguerite de Bade (1932-2013). Le couple a divorcé en 1981. Ils ont eu deux enfants :
- Nikola Karađorđević (né le 15 mars 1958 à Londres), prince de Yougoslavie, marié à Ljiljana Licanin (née le 22 décembre 1957 à Zemun, Serbie) le 30 août 1992 au Danemark. Ils ont une fille :
  - Marija Karađorđević (née le 31 août 1993 à Belgrade), princesse de Yougoslavie ;
- Katarina Karađorđević (née le 28 novembre 1959 à Londres), princesse de Yougoslavie. Elle a été mariée plusieurs années à Desmond Lorenz de Silva (né le 13 décembre 1939 au Sri Lanka) ; elle a eu une fille et travaille dans les relations publiques[1],[2]. Le couple est maintenant séparé.
  - Victoria Marie Esmé de Silva (née le 6 septembre 1991).

Le 16 octobre 1982, Tomislav s'est remarié à Linda Mary Bonney (née le 22 juin 1949, à Londres) ; de ce mariage sont nés deux fils :
- Đorđe Karađorđević (né le 25 mai 1984 à Londres), prince de Yougoslavie, a épousé Fallon Rayman (née le 5 septembre 1995 à Guildford, Surrey) le 5 juillet 2016 à Gretna Green ;
- Mihailo Karađorđević (né le 15 décembre 1985 à Londres), prince de Yougoslavie, a épousé Ljubica Lubislavljević (née à Belgrade) le 23 octobre 2016 à Oplenac (Serbie).
  - Natalija Karađorđević (née le 26 décembre 2018 à Belgrade), princesse de Yougoslavie,
  - Isidora Karađorđević (née le 17 mai 2022 à Belgrade), princesse de Yougoslavie[3].

## Biographie

### Naissance et éducation
Le prince Tomislav est né le 19 janvier 1928, le jour de l'Épiphanie selon le calendrier julien utilisé par l'Église orthodoxe serbe. Il était le second fils du souverain du royaume des Serbes, Croates et Slovènes, Alexandre Ier (1888–1934) et de la Reine Marie (1900–1961).
Il fut baptisé le 25 janvier, dans un salon du Nouveau palais à Belgrade, par Kennard, qui représentait le roi George V, avec l'eau du Vardar, du Danube et de la mer Adriatique. Le prince fut nommé d'après Tomislav Ier de Croatie, qui fut roi de l'État croate médiéval.
Le prince effectua ses études élémentaires dans le palais puis, de 1937 à 1941, il suivit les cours de la Sandroyd School à Cobham, en Angleterre, puis ceux de la Oundle School de 1941 à 1946 et ceux du Clare College, Cambridge, en 1946 et 1947.
Bien que le roi de Yougoslavie Pierre II et ses conseillers soient opposés à l'Allemagne nazie, le prince régent Paul, déclara que la Yougoslavie allait adhérer au pacte Tripartite. Le 27 mars 1941, le roi Pierre fut déclaré majeur et participa à un coup d'État renversant le régent et s'opposant au pacte. En représailles, les nazis bombardèrent Belgrade et envahirent la Yougoslavie. Le roi Pierre se réfugia en Angleterre.

### Exil
Après l'Université de Cambridge, le prince Tomislav se consacra à la culture des fruits. Tout en suivant des cours d'agriculture, il travaillait pendant l'été comme simple ouvrier dans un verger du Kent. En 1950, il acheta une ferme dans le West Sussex et se spécialisa dans la production de pommes ; il détenait ainsi 17 000 arbres répartis sur 80 ha.

### Retour en Yougoslavie
En 1992, au début de la guerre, le prince Tomislav fut le premier membre de l'ex-famille royale à revenir s'installer définitivement en Serbie : il logea à la fondation du roi Pierre Ier de Serbie, dans le complexe commémoratif d'Oplenac, qui attira alors de nombreuses personnes désirant rencontrer le prince.
Tomislav devint bientôt une figure populaire, surtout grâce à ses visites fréquentes aux soldats serbes de la république serbe de Bosnie et de la république serbe de Krajina et aux secours qu'il dispensa avec sa femme, la princesse Linda. Il y eut même des initiatives pour couronner le prince dans la partie de la Bosnie-Herzégovine contrôlée par les Serbes mais ces tentatives furent rejetées par les autorités politiques locales[réf. nécessaire].
Après qu'il eut publiquement accusé le président serbe Slobodan Milošević d'avoir « trahi » la République serbe de la Krajina, tombée aux mains des Croates au cours de l'opération Tempête en 1995, sa présence médiatique fut fortement réduite[réf. nécessaire].
Le prince passa les cinq dernières années de sa vie à lutter contre la maladie ; pourtant, en 1999, il déclina les offres d'hospitalisation à l'étranger au moment du bombardement de la Serbie par les forces de l'OTAN[réf. nécessaire]. Il mourut le 12 juillet 2000 et fut enterré dans la crypte de la famille dans le mausolée royal d'Oplenac.